# (8848) 1990 VK1
A (8848) 1990 VK1 a Naprendszer kisbolygóövében található aszteroida. Ueda Szeidzsi és Kaneda Hirosi fedezte fel 1990. november 12-én.